# Liste der Staatsstreiche in Gambia
Diese Liste führt erfolgreiche und versuchte Putsche und Staatsstreiche auf, die in Gambia seit Unabhängigkeit am 18. Februar 1965 verübt wurden.

## Liste der Staatsstreiche
| Beginn                                       | Verantwortlich                                                           | Hintergrund |
| -------------------------------------------- | ------------------------------------------------------------------------ | --- |
| 30. Juli 1981 (Putschversuch in Gambia 1981) | Kukoi Samba Sanyang                                                      | 1981 kam es zu einem einwöchigen Aufstand, der von Mitgliedern der paramilitärischen Gambia Field Force und einer selbsternannten marxistischen Zivilorganisation, der Gambia Underground Socialist Revolutionary Workers Party. Es wurde von Kukoi Samba Sanyang organisiert und geleitet. Der Putsch wurde von der senegalesischen Armee niedergeschlagen, die von Präsidenten Dawda Jawara einberufen wurde, der sich zum Zeitpunkt des Putschversuchs in London aufhielt. Die Rebellen wurden von überlegenen senegalesischen Streitkräften vertrieben und überwältigt, allerdings nicht ohne schwere Kämpfe mit schätzungsweise 500 Todesopfer. Nach der Niederschlagung des Putsches wurde der Ausnahmezustand ausgerufen und rund 1.400 Menschen festgenommen. |
| 26. Jan. 1988 (Putschversuch in Gambia 1988) |                                                                          | Bekanntgabe der Verhaftung von 20 Personen, die beschuldigt werden, ein Komplott im Namen Libyens vorzubereiten, das Banjul beschuldigt, junge Gambier auszubilden, um die Regierung zu stürzen. |
| 22. Juli 1994 (Putsch in Gambia 1994)        | Lieutenant Yahya Jammeh                                                  | Teile der Gambia National Army (GNA) führten erfolgreich einen unblutigen Putsch gegen die Regierung Dawda Jawara durch. Die unzufriedenen Unteroffiziere, die den Putsch organisierten und durchführten, behaupteten, im nationalen Interesse zu handeln. Sie wollten eine korrupte und undemokratische Regierung ersetzen. Lieutenant Yahya Jammeh trat als Anführer der Armeeverschwörer hervor und wurde zum Vorsitzenden der Militärjunta, dem Armed Forces Provisional Ruling Council, ernannt. Nach dem Putsch wurden politische Parteien verboten und die Verfassung außer Kraft gesetzt. Jammeh traten mit ihrer neu gegründeten Alliance for Patriotic Reorientation and Construction erfolgreich bei den Präsidentschafts- und Parlamentswahlen an.        |
| 11. Nov. 1994 (Putschversuch in Gambia 1994) | Lieutenants Basiru Barrow, Abdoulie Faal und Gibril Saye                 | Eine schwere Spaltung innerhalb der Reihen des neuen Militärregimes, des Armed Forces Provisional Ruling Council, führte zu einem angeblichen Gegenputschversuch unter der Führung der Leutnants Basiru Barrow, Abdoulie Faal und Gibril Saye. Der Vorfall wurde von der Junta-Führung brutal niedergeschlagen, wobei Berichten zufolge 30 Aufständische getötet wurden. |
| 27. Jan. 1995 (Putschversuch in Gambia 1995) | Captains Sana B. Sabally und Sadibou Hydara                              | Die Behörden sagen, sie hätten einen neuen Putschversuch vereitelt. Der Vizepräsident und der Innenminister wurden verhaftet, da sie beschuldigt werden, einen Umsturzversuch gegen Jammeh unternommen zu haben. |
| 15. Jan. 2000 (Putschversuch in Gambia 2000) |                                                                          | Die Behörden sagen, sie hätten einen Putschversuch vereitelt. Präsident Jammeh sagt, die gescheiterten Putschisten hätten Anschläge auf den Radiosender und den Flughafen geplant. |
| 21. März 2006 (Putschversuch in Gambia 2006) | Colonel Ndure Cham                                                       | Während der Abwesenheit von Präsident Yahya Jammeh in Mauretanien versuchte der Stabschef der Gambia National Army (GNA), Colonel Ndure Cham, unterstützt von Elementen innerhalb der Armee und der National Intelligence Agency (NIA) die Macht zu ergreifen. Schlechte Sicherheitsvorkehrungen unter den Verschwörern ermöglichten es loyalistischen Elementen, schnell die Kontrolle zurückzugewinnen. |
| 19. Okt. 2012 (Putschversuch in Gambia 2009) | Lieutenant General Lang Tombong Tamba, Modou Lamin Badjie und Modou Gaye | Der Oberste Gerichtshof bestätigt die Todesurteile gegen sieben hochrangige Militär- und Sicherheitskräfte, die 2009 einen Staatsstreich geplant hatten, darunter ehemalige Armee- und Geheimdienstchefs und der ehemalige stellvertretende Polizeichef. |
| 30. Dez. 2014 (Putschversuch in Gambia 2014) | Lieutenant Colonel Lamin Sanneh                                          | Zum Zeitpunkt des Putschversuchs befand sich Präsident Yahya Jammeh außerhalb des Landes. 2013 entließ Präsident Jammeh den Kommandeur seiner Präsidentengarde, Lieutenant Colonel Lamin Sanneh. Er und Njaga Jagne schmiedeten bald einen Plan, um Jammeh zu stürzen. Die bewaffneten Männer lieferten sich heftiges Feuer mit den Regierungstruppen. Vier Menschen, darunter Sanneh und Jagne, wurden getötet und mehrere weitere verletzt. |
| 20. Dez. 2022 (Putschversuch in Gambia 2022) | Lance corporal Sanna Fadera                                              | Berichten zufolge versuchten einige Soldaten, die Regierung von Präsident Adama Barrow zu stürzen. Der Putschführer wurde später als Lance corporal Sanna Fadera benannt. |